# 개잎갈나무속
개잎갈나무속은 소나무과의 속이다. 시다(영어: cedar 시더[*])라는 이름으로도 불린다.

## 하위 종
개잎갈나무속은 분류학자에 따라 두 종에서 네 종으로 나눈다.
- 개잎갈나무(C. deodara (Roxb. ex D.Don) G.Don): 히말라야산맥 서쪽 산지에 분포한다.
- 레바논개잎갈나무(C. libani A.Rich.): 지중해 연안, 터키와 레바논에서 서쪽으로는 모로코까지의 산지에 분포한다.
  - 단엽레바논시다(C. libani var. brevifolia Hook.f.): 키프로스의 산지에 분포한다.
- 아틀라스개잎갈나무(C. atlantica (Endl.) Manetti ex Carrière): 모로코와 알제리의 아틀라스산맥에 분포한다.